# Ponte do Conquistador Sultão Maomé
A Ponte do Conquistador Sultão Maomé (em turco:  Fatih Sultan Mehmet Köprüsü), também conhecida como a Segunda Ponte do Bósforo (Ikinci Boğaziçi Köprüsü), é uma ponte pênsil em Istambul, Turquia, que cruza o Estreito do Bósforo. A ponte tem o nome do sultão Otomano Maomé II, o Conquistador (Fatih significa "vencedor" em turco), que conquistou Istambul em 1453 e terminou com o Império Bizantino.